# Erythmelus helopeltidis
Erythmelus helopeltidis är en stekelart som beskrevs av Charles Joseph Gahan 1949. Erythmelus helopeltidis ingår i släktet Erythmelus och familjen dvärgsteklar. Inga underarter finns listade i Catalogue of Life.